# Ультраосновні гірські породи

Бароцентрична діаграма складу ультраосновних порід

Ультраосновні гірські породи — магматичні породи, які у своєму складі містять до 45 % кремнезему (SiO2). Колір чорний або темно-зелений, велика густина і щільність. Ці породи можуть бути тільки інтрузивного походження.
Ультраосновні гірські породи — група магматичних гірських порід, які не містять польових шпатів; бідні на кремнезем — його вміст в ультраосновних гірських породах досягає 30-45 мас.%. У складі ультраосновних гірських порід багато магнію й заліза; головними породотвірними мінералами є олівін, піроксени і амфіболи (перидотити, піроксеніти, дуніти та інш.). Ультраосновні гірські породи мають важливе металогенічне значення. З ними пов'язані великі родовища хромітів, азбесту, платини, алмазів, силікатних нікелевих і сульфідних мідно-нікелевих та залізних руд, глиноземистої і фосфорної сировини, рідкісних металів, слюди, вогнетривів, дорогоцінних каменів. Розміщення інтрузій ультраосновних гірських порід часто контролюється великими глибинними розломами.
До ультраосновних порід належать, зокрема: дуніт, перидотит, піроксеніт, горнблендит, кімберліт, олівініт.